# Jesse Marsch
Jesse Alan Marsch (ur. 8 listopada 1973 w Racine) – amerykański  były piłkarz występujący na pozycji pomocnika oraz trener. Od 2024 selekcjoner reprezentacji Kanady.

## Kariera piłkarska
Wychowanek Princeton Tigers. W trakcie swojej kariery grał także w takich zespołach jak D.C. United, Chicago Fire oraz Chivas USA. Z D.C. United dwukrotnie zdobył MLS Cup (1996, 1997) oraz raz Supporters' Shield (1997). Z Chicago Fire tryumfował również zdobył te trofea. 
Dwukrotny reprezentant Stanów Zjednoczonych.

## Kariera szkoleniowa
Jako szkoleniowiec prowadził natomiast takie drużyny, jak Montreal Impact, New York Red Bulls czy RB Lipsk. Największe sukcesy odnosił w Red Bull Salzburg. Zdobył z klubem Mistrzostwo Austrii w sezonie 2019/20 i 2020/21 oraz Puchar Austrii w latach 2020 i 2021. W sezonie 2019/20 awansował z drużyną do Ligi Mistrzów po raz pierwszy od 1994.
13 maja 2024 został ogłoszony nowym selekcjonerem reprezentacji Kanady.